# Budki Drugie
Budki Drugie – wieś w Polsce, w województwie mazowieckim, w powiecie szydłowieckim, w gminie Chlewiska.
Wieś wchodzi w skład sołectwa Budki.
Do 31 grudnia 2023 miejscowość była częścią wsi Budki.